# Агресивна фиброматоза
Агресивна фиброматоза, позната и као дезмоидни тумор, је ријетка, бенигна (неканцерогена) неоплазма везивног ткива која се карактерише локално агресивним растом и тенденцијом ка рецидиву. Иако не метастазира, овај тумор може инфилтрирати околна ткива и органе, узрокујући значајне функционалне и козметичке проблеме.
Дезмоидни тумори су јако ријетки и сродни су саркомима, иако попут саркома немају способност да се шире по цијелом тијелу (метастазирају). Ови тумори настају из ћелија званих фибробласти, које се налазе у цијелом тијелу и пружају структурну подршку, заштиту виталним органима, а играју и кључну улогу у зарастању рана. Ови тумори имају тенденцију да се јављају код жена у својим тридесетим годинама, али могу се појавити код било кога и у било којој доби. Они могу бити релативно споро растући или малигни. Међутим, агресивна фиброматоза је локално агресивна и инвазивна, са вретенастим израслинама. Ови тумори могу изазвати бол, животно угрожавајуће проблеме или, ријетко, смрт када инфилтрирају друга мекa ткива или притискају виталне органе као што су цријева, бубрези, плућа, крвни судови или живци. Већина случајева је спорадична, али неки су повезани са фамилијарном аденоматозном полипозом (ФАП). Око 10% особа са Гарднеровим синдромом, врстом ФАП-а са екстраколоничним особинама, има десмоидне туморе.
Године 2020, Свјетска здравствена организација је рекласификовала десмоидне туморе (назване десмоидном фиброматозом) као посебну врсту тумора у категорији интермедијарних (локално агресивних) фибробластичних и миофибробластичних тумора.
Хистолошки, они подсећају на веома нискозлоћудне фибросаркоме, али су веома локално агресивни и имају тенденцију да се поново јављају чак и након потпуне резекције. Ово стање је „карактерисано промјенљивим и често непредвидивим клиничким током.“ Постоји тенденција ка рецидивима након претходне хируршке интервенције; у једној студији, двије трећине пацијената са десмоидним туморима имало је историју претходне абдоминалне операције. Ово стање може бити хронично и може бити онеспособљавајуће.

## Историја и етимологија
Површина пресјека дезмоидне фиброматозе је чврста, бијела и у облику спирала. Бјели тумор инфилтрира оближњи скелетни мишић (црвено ткиво – доње лијево) и масно ткиво (жуто ткиво – горње лијево). Ова тенденција за инвазију у оближња нормална ткива и структуре је разлог због којег десмоидна фиброматоза има релативно високу стопу локалног рецидива, чак и након хируршког уклањања.
Стање је први пут описао Џон Макфарлан 1832. године. Назив "десмоид", који је употријебио Јоханес Петер Милер 1838. године, потиче од грчке ријечи desmos (трака или тетива), што описује конзистенцију тумора. Овај термин је добио широко прихватање 1880-их. Током наредних неколико деценија, Георг Ледехозе и Ц. Пфеифер су прикупили и пријавили бројне случајеве, достижући 400 до почетка 1900-их. Године 1923, Ралф В. Николс је први описао корелацију између фамилијарне аденоматозне полипозе (ФАП) и десмоидних тумора. Артур Перди Стаут је сковао термин "фиброматоза" (у називу "конгенитална генерализована фиброматоза", описујући миофиброматозу) 1954. године.

## Узроци и фактори ризика
Промјене у Wnt сигналном путу су вјероватни узрок формирања десмоидних тумора. Откривене су мутације у гену CTNNB1, који кодира бета-катенин, и у гену APC, који супресира туморе, а који утичу на Wnt пут. Студија из 2015. године о десмоидним туморима без ових мутација открила је да скоро сви, 95%, "могу имати мутације које утичу на Wnt/β-катенин пут, што указује на готово универзалну везу између десмоидних тумора и Wnt сигнализације."
Већина случајева је спорадична, од којих 85% укључује мутацију CTNNB1. Од ових, "три различите мутације су идентификоване: 41A, 45F и 45. Мутација 45F је повезана са високим ризиком рецидива." Мутације у APC гену погађају пацијенте са ФАП и чине мањи проценат, 10–15%, спорадичних случајева.
Болест има тенденцију да се јавља током и након трудноће и при изложености вишим нивоима естрогена, што указује на хормоналну везу. Једна студија је примјетила формирање десмоидних тумора код заморака након дуготрајне изложености естрогену. Остали фактори укључују трауму и хирургију.
Фактори ризика за десмоидну болест међу пацијентима са ФАП укључују женски пол, мутацију APC на 3' крају, позитивну породичну историју и историју претходних абдоминалних операција.